# Heptathela yakushimaensis
Heptathela yakushimaensis is een spinnensoort uit de familie Liphistiidae. De soort komt voor in Japan.